# Памятник воинам-землякам (Синск)
«Памятник воинам-землякам участникам Великой Отечественной войны» — мемориальный комплекс, посвящённый памяти воинов участников Великой Отечественной войны в селе Синск, Синского наслега, Хангаласского улуса, Республики Саха (Якутия). Памятник истории и культуры местного значения.

## Общая информация
После победоносного окончания Великой Отечественной войны в городах и сёлах республики Якутия стали активно возводить первые памятники и мемориалы, посвящённые павшим солдатам. Памятник воинам-землякам участникам Великой Отечественной войны был установлен в селе Синске Хангаласского улуса на берегу реки Синяя.

## История
По архивным сведениям и документам, в годы Великой Отечественной войны из Хангаласского улуса на фронт было призвано 2540 человек, в том числе из Синска отправились защищать Отечество в борьбе с врагом 110 человек, из них 58 погибли и пропали без вести на полях сражений, 52 человека вернулись домой в Якутию к мирной жизни.

## Описание памятника
В память о воинах-земляках в селе Синске был воздвигнут мемориальный комплекс, посвященный воинам-землякам участникам войны и Соловьевой П. М., матери проводившей на фронт шестерых своих сыновей, двое из которых так и не вернулись домой. Комплекс представляет собой железобетонную статую женщины-матери, стоящую с распростертыми вверх руками. Высота статуи составляет 3,7 метра. Монумент-статуя установлен на фундамент из бетона. По обеим сторонам от основного элемента композиции размещены бетонные тумбы длиной 2,42 метра, на которых нанесены даты начала и окончания войны «1941» (на левой от статуи тумбе) и «1945»(на правой от статуи тумбе), на обратной стороне бетонных тумб указаны те же даты начала и окончания войны, но в зеркальном отражении. Перед фундаментом установлена пятиконечная звезда — вечный огонь, имеющая бетонное основание. Вся территория мемориального комплекса огорожена металлической оградой.
В соответствии с Приказ Министерства культуры и духовного развития Республики Саха (Якутия) «О включении выявленного объекта культурного наследия „Памятник воинам-землякам, участникам Великой Отечественной войны“, расположенного по адресу Республика Саха (Якутия), Хангаласский улус (район), с. Синск», памятник внесён в реестр объектов культурного наследия народов Российской Федерации и охраняется государством.